# Poltimore
Poltimore is een civil parish in het bestuurlijke gebied East Devon, in het Engelse graafschap Devon. In 2001 telde het civil parish 297 inwoners.